# Maracatu Atómico
Maracatu Atómico (en portugués: "Maracatu Atômico") es una canción compuesta por Jorge Mautner y Nélson Jacobina, fue el primer sencillo del proyecto, lanzado el 1 de junio de 1974.

## Versiones
Originalmente interpretado por Mautner en su segundo álbum homónimo lanzado en el mismo año, con base de MPB y violín. La canción tiene numerosas versiones a lo largo de los años, el primero en difundirla fue Gilberto Gil que pasó a administrar su propia carrera en esa época en San Pablo y la versionó en su disco de estudio Ciudad de Salvador en 1974, producido por Sérgio Mendes.
Otra versión fue la realizada por la banda brasilera Nación Zumbi en 1996, esta canción se presentó en el lugar número 48 en una lista de las 100 mejores canciones brasileñas de todos los tiempos por la revista Rolling Stone.
En 2002, Mautner graba este tema con Moska. La emisora MTV Brasil cerró oficialmente sus transmisiones a medianoche, con la transmisión de la canción "Maracatu Atómico" de Chico Science y Nación Zumbi en 2013. Otra versión destacada que mezcla el ritmo musical brasileño con la elecrónica es la realizada por Paul Oakenfold en el disco «Bom Tempo Brasil», y por Fatboy Slim en su disco «Bem Brasil» lazado el 30 de mayo de 2014.
La versión de Gil se incluiría en la banda sonora de la película Durval Discos de 2002.
En 2010, la banda Nación Zumbi volvió a grabar la canción para la banda sonora de la película documental Senna.

## Galería

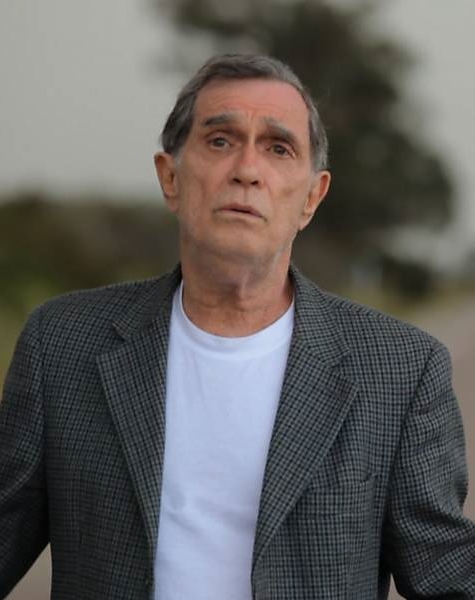
Compositor Jorge Mautner
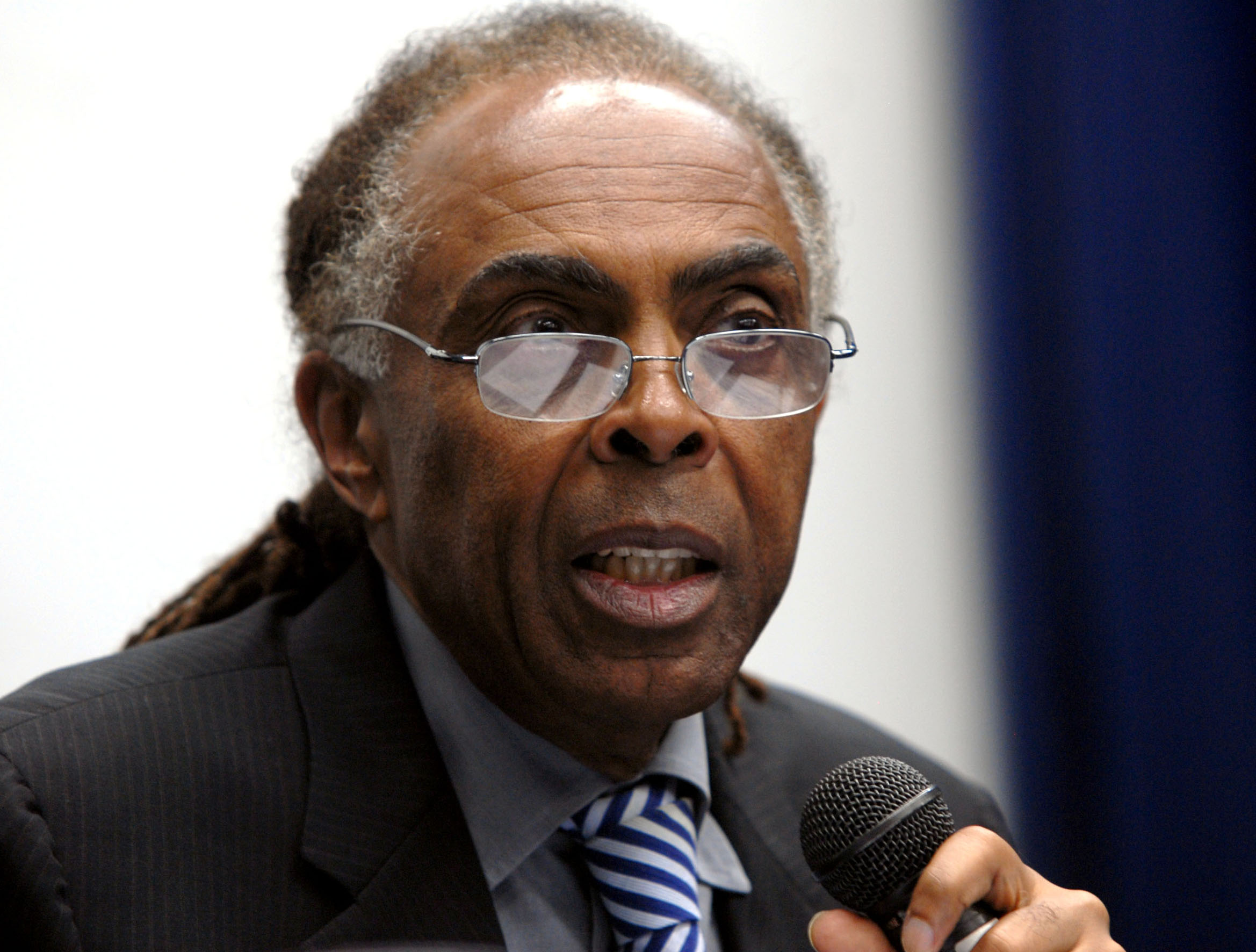
Productor Gilberto Gil
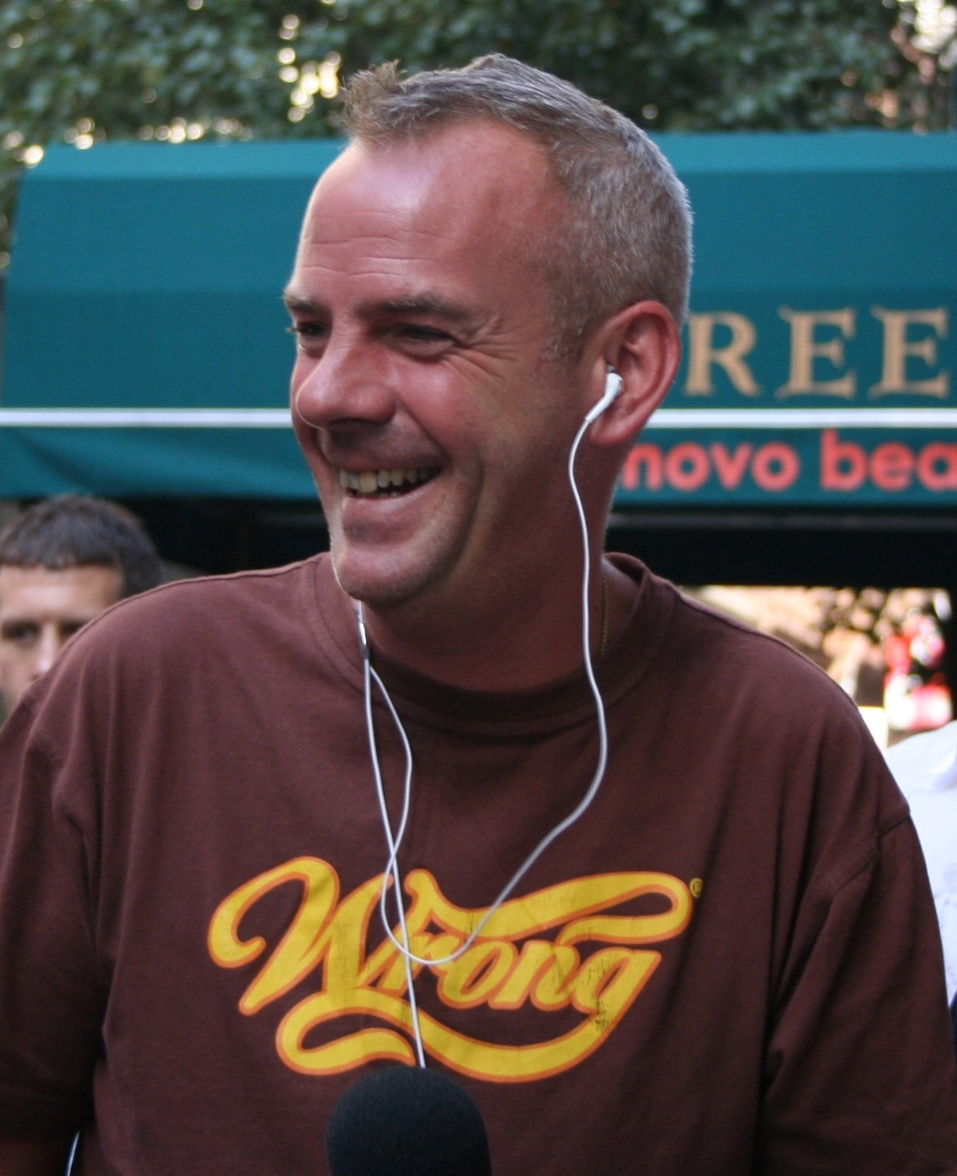
Fatboy Slim en 2006.
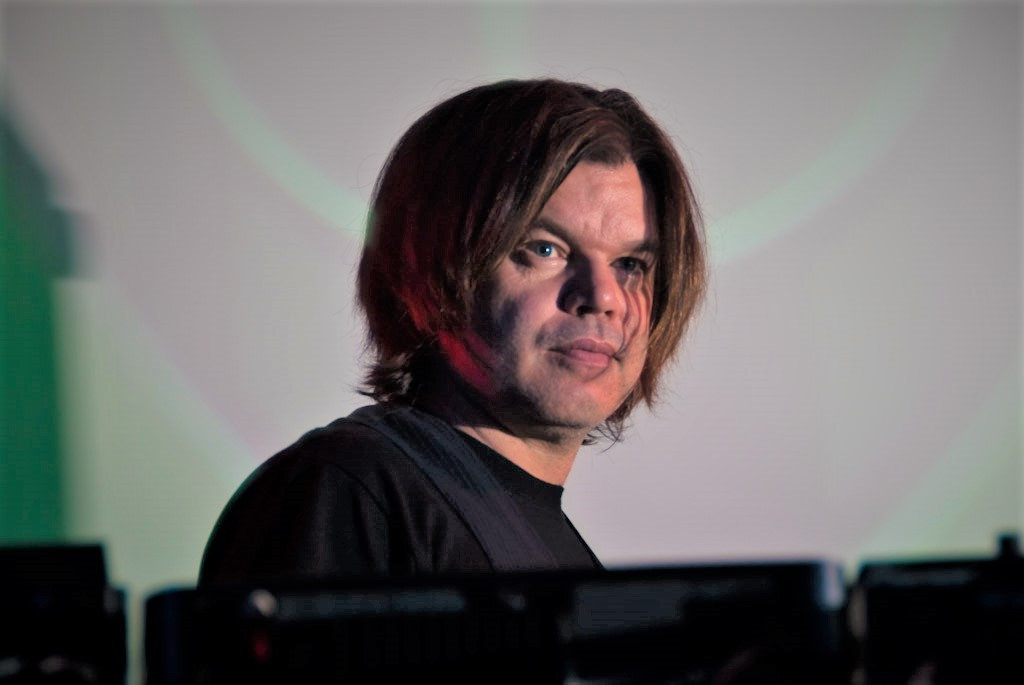
Paul Oakenfold en 2009.